# Seur
|  | Per a altres significats, vegeu «Seur (ciclisme)». |

Seur és una comuna francesa al departament del Loir i Cher (regió de Centre-Vall del Loira). L'any 2007 tenia 457 habitants.

## Demografia

### Població
El 2007 la població de fet de Seur era de 457 persones. Hi havia 160 famílies, de les quals 36 eren unipersonals (32 homes vivint sols i 4 dones vivint soles), 48 parelles sense fills, 64 parelles amb fills i 12 famílies monoparentals amb fills.
La població ha evolucionat segons el següent gràfic:

### Habitatges
El 2007 hi havia 200 habitatges, 170 eren l'habitatge principal de la família, 17 eren segones residències i 13 estaven desocupats. 196 eren cases i 3 eren apartaments. Dels 170 habitatges principals, 150 estaven ocupats pels seus propietaris, 16 estaven llogats i ocupats pels llogaters i 4 estaven cedits a títol gratuït; 5 tenien dues cambres, 27 en tenien tres, 29 en tenien quatre i 109 en tenien cinc o més. 129 habitatges disposaven pel capbaix d'una plaça de pàrquing. A 50 habitatges hi havia un automòbil i a 111 n'hi havia dos o més.

### Piràmide de població
La piràmide de població per edats i sexe el 2009 era:
| Homes | Edats   | Dones |
| ----- | ------- | ----- |
| 0     | 95 o +  | 0     |
| 0     | 90 a 94 | 4     |
| 0     | 85 a 89 | 4     |
| 8     | 80 a 84 | 4     |
| 12    | 75 a 79 | 4     |
| 4     | 70 a 74 | 12    |
| 8     | 65 a 69 | 8     |
| 0     | 60 a 64 | 8     |
| 12    | 55 a 59 | 4     |
| 20    | 50 a 54 | 16    |
| 12    | 45 a 49 | 16    |
| 20    | 40 a 44 | 16    |
| 4     | 35 a 39 | 8     |
| 16    | 30 a 34 | 12    |
| 8     | 25 a 29 | 4     |
| 4     | 20 a 24 | 12    |
| 8     | 15 a 19 | 12    |
| 12    | 10 a 14 | 24    |
| 8     | 5 a 9   | 12    |
| 4     | 0 a 4   | 4     |

## Economia
El 2007 la població en edat de treballar era de 296 persones, 227 eren actives i 69 eren inactives. De les 227 persones actives 212 estaven ocupades (107 homes i 105 dones) i 15 estaven aturades (5 homes i 10 dones). De les 69 persones inactives 24 estaven jubilades, 23 estaven estudiant i 22 estaven classificades com a «altres inactius».

### Ingressos
El 2009 a Seur hi havia 171 unitats fiscals que integraven 465,5 persones, la mediana anual d'ingressos fiscals per persona era de 21.538 €.

### Activitats econòmiques
Dels 8 establiments que hi havia el 2007, 1 era d'una empresa alimentària, 1 d'una empresa de construcció, 1 d'una empresa de comerç i reparació d'automòbils, 1 d'una empresa de transport, 2 d'empreses de serveis, 1 d'una entitat de l'administració pública i 1 d'una empresa classificada com a «altres activitats de serveis».
L'únic servei als particulars que hi havia el 2009 era una lampisteria.
L'any 2000 a Seur hi havia 3 explotacions agrícoles.

## Equipaments sanitaris i escolars
El 2009 hi havia una escola elemental integrada dins d'un grup escolar amb les comunes properes formant una escola dispersa.

## Poblacions properes
El següent diagrama mostra les poblacions més properes.